# Tine Mikkelsen
Tine Lundgaard Mikkelsen (* 17. Dezember 1985 in Aabenraa, Dänemark) ist eine ehemalige dänische Handballspielerin, die mehrere Spielzeiten in der höchsten dänischen Spielklasse aktiv war.

## Karriere
Nachdem Mikkelsen in der Spielzeit 2005/06 nur wenige Spielanteile beim südjütländischen Erstligisten SønderjyskE Håndbold erhalten hatte, wechselte sie zum Ligakonkurrenten FCK Håndbold. In ihrer zweiten Spielzeit beim FCK musste die Rückraumspielerin aufgrund einer Knieverletzung pausieren. In der Saison 2008/09 lief sie für den Erstligisten Slagelse FH auf. Anschließend schloss sich Mikkelsen dem Zweitligisten Nykøbing Falster Håndboldklub an. Nachdem Mikkelsen in der Saison 2010/11 beim Erstligaaufsteiger Roskilde Håndbold unter Vertrag gestanden hatte, ging sie für KIF Vejen auf Torejagd. Mikkelsen beendete 2012 ihre Karriere.
Mikkelsen absolvierte 40 Länderspiele für die dänische Juniorinnenauswahl, in denen sie 128 Treffer erzielte. Zuvor warf sie für die dänische Jugendnationalmannschaft 92 Tore in 31 Länderspielen.